# Sarona pookoi
Sarona pookoi är en insektsart som beskrevs av Asquith 1994. Sarona pookoi ingår i släktet Sarona och familjen ängsskinnbaggar. Inga underarter finns listade i Catalogue of Life.